# Wang Zhengming
Wang Zhengming (chinesisch 王睁茗, * 16. Februar 1990 in Guangzhou, Volksrepublik China) ist ein chinesischer Badmintonspieler.

## Karriere
Wang Zhengming verzeichnet bisher als seinen größten Erfolg den Gewinn der Silbermedaille bei der Asienmeisterschaft 2010 im Herreneinzel. Zuvor hatte er schon bei der Badminton-Juniorenweltmeisterschaft 2008 Gold gewonnen. Bei den Macau Open 2009 scheiterte er in der 2. Runde am späteren Sieger Lee Chong Wei.

## Sportliche Erfolge
| Saison | Veranstaltung               | Disziplin    | Platz | Name           |
| ------ | --------------------------- | ------------ | ----- | -------------- |
| 2008   | Junioren-Weltmeisterschaft  | Herreneinzel | 1     | Wang Zhengming |
| 2008   | Junioren-Asienmeisterschaft | Herreneinzel | 1     | Wang Zhengming |
| 2010   | Asienmeisterschaft          | Herreneinzel | 2     | Wang Zhengming |